# Mike Hager
Michael „Mike“ Hager (* 9. Dezember 1974 in Passau) ist ein deutscher Radiomoderator, Autor, Comedian und NFT-/Kryptoinvestor. Bekanntheit erlangte er vor allem durch die Figur Studiotechniker Josef Nullinger beim Radiosender Antenne Bayern.

## Ausbildung und Beruf
Seine Kultfigur Josef Nullinger wurde größtenteils durch die Antenne-Bayern-Shows Guten Morgen Bayern, Servus Bayern und Highlife bekannt. Er tourte zusammen mit Stefan Meixner mit der Scherzinfarkt-Tour quer durch Bayern. 
Hager war ab 1999 bei Antenne Bayern als Comedyautor und mit seiner Comedyfigur Studiotechniker Nullinger on air. Ab Herbst 2011 lief dort die tägliche Radio-Sitcom Die Nullingers, die er selbst schrieb und als Sprecherregisseur begleitete. Seit November 2022 gibt Hager im Selbstverlag das „NFT-Magazin by Mike Hager“ heraus. Er betreibt einen YouTube-Kanal mit den Kernthemen NFT und Vermögensaufbau.

## Publikationen
- mit Birgit Stock, Rainer Stock: Stock & Stock präsentieren: der Biercomic: Die Geschichte vom Hofbräuhaus in München. Stock, Rottach-Egern, 2004, ISBN 3-00-013742-4.
  - Stock & Stock präsentian: der Biercomic: Josef Nullinger vazäit de Gschicht vom Hofbräuhaus ; da offizielle HB-Comic. Stock, Rottach-Egern, 2005, ISBN 3-9810530-0-1 (bairisch).
- Geld allein ist auch eine Lösung: Erstaunlich einfach Wahrheiten über Wohlstand und Reichtum – Wie du wirklich finanziell frei wirst Ariston Verlag, München 2021, ISBN 978-3-424-20247-2.
- Reich mit NFTs: Investieren in Non-Fungible Tokens – Alles, was du wissen musst. FinanzBuch Verlag, München 2022, ISBN 978-3-95972-578-1.[1]
- Mikes Mindset Minuten – 7,5 Erfolgsgesetze für dein geiles Leben. Der tägliche Turbo für mehr Geld, Erfolg und Lebensglück. FinanzBuch Verlag München 2022, ISBN 978-3-95972-626-9.
- Inside NFT – Stars, Storys, Strategien: Der NFT-Papst packt aus. FinanzBuch Verlag, München 2023, ISBN 978-3-95972-667-2.